# Mikroregion Norte Araguaia

Mikroregion Norte Araguaia

Mikroregion Norte Araguaia – mikroregion w brazylijskim stanie Mato Grosso należący do mezoregionu Nordeste Mato-Grossense.

## Gminy
- Alto Boa Vista
- Bom Jesus do Araguaia
- Canabrava do Norte
- Confresa
- Luciara
- Novo Santo Antônio
- Porto Alegre do Norte
- Ribeirão Cascalheira
- Santa Cruz do Xingu
- Santa Terezinha
- São Félix do Araguaia
- São José do Xingu
- Serra Nova Dourada
- Vila Rica